# SECOND IMPACT
『SECOND IMPACT』（セカンド・インパクト）は、奥井雅美の通算29作目のシングルである。

## 背景
- 前作『HAPPY PLACE』から1年3ヶ月ぶりとなるシングルで、デビュー10周年記念シングルとして発売され、2001年に発表された「Shuffle」以来となる矢吹俊郎がプロデューサーを務めた[1]。

## 音楽性
- 表題曲の「SECOND IMPACT」のタイトルは、テレビアニメ『新世紀エヴァンゲリオン』の劇中で起きた架空の大規模災害である『セカンドインパクト』から取られた。
- カップリング曲の「PURE」は、声優の高橋直純が作曲とコーラスを担当し、2004年に発売されたシングル「Keep on Dancin'」のカップリングでセルフカバーしている。また、奥井の楽曲としては珍しくオリジナルアルバムには未収録である。
- もう1つのカップリング曲である「MESSAGE」は、アルバム『ReBirth』でロサンゼルスで録音した音源で収録されており、かつ歌詞が英語詞に変更されている[2]。

## ライヴ
初回特典として、アニメロミックス会員が応募できる限定のプレミアムライヴ入場パスワードが封入され、2003年12月21日に『奥井雅美プレミアムLIVE』が開催された。詳細や日程は、以下の通り。
| 日程           | 都道府県 | 会場               | ゲスト                           |
| -------------- | -------- | ------------------ | -------------------------------- |
| 2003年12月21日 | 東京都   | 原宿クエストホール | 影山ヒロノブ・米倉千尋・高橋直純 |

## 収録曲
| 全作詞: 奥井雅美。 |                                 |           |           |          |      |
| #                  | タイトル                        | 作詞      | 作曲      | 編曲     | 時間 |
| 1.                 | 「SECOND IMPACT」               | 奥井雅美  | 奥井雅美  | 矢吹俊郎 | 3:57 |
| 2.                 | 「PURE」                        | 奥井雅美  | 高橋直純  | 大平勉   | 4:44 |
| 3.                 | 「MESSAGE」                     | 奥井雅美  | Monta     | Monta    | 4:56 |
| 4.                 | 「SECOND IMPACT」(instrumental) | 奥井雅美  |           |          | 3:58 |
| 5.                 | 「PURE」(instrumental)          | 奥井雅美  |           |          | 4:44 |
| 6.                 | 「MESSAGE」(instrumental)       | 奥井雅美  |           |          | 4:55 |
| 合計時間:          | 合計時間:                       | 合計時間: | 合計時間: | 27:14    |      |

## 参加ミュージシャン
| SECOND IMPACT - Synth-Programming : Monta, 矢吹俊郎 - Guitars : 矢吹俊郎 - Chorus : 奥井雅美 - Mixed by 矢吹俊郎 | PURE - All Instruments : 大平勉 - Chorus : 奥井雅美, 高橋直純 - Mixed by 大平勉 | MESSAGE - Synth-Programming & Guitars : Monta - Bass : 工藤緑矢 - Chorus : 奥井雅美 - Mixed by 矢吹俊郎 |

## メディアでの使用
| # | 曲名              | タイアップ                                          | 出典        |
| - | ----------------- | --------------------------------------------------- | ----------- |
| 1 | 「SECOND IMPACT」 | アニメロミックス CMソング                           | [ 1 ] [ 4 ] |
| 2 | 「PURE」          | 文化放送『RADIOアニメロミックス』エンディングテーマ |             |

## カバー
| アーティスト | 収録作品            | 発売日        | 備考         |
| PURE         | PURE                | PURE          | PURE         |
| ------------ | ------------------- | ------------- | ------------ |
| 高橋直純     | 『Keep on Dancin'』 | 2004年4月21日 | セルフカバー |